# Énone

Structure d'une énone α,β-insaturée

Une énone est un composé organique, ou un groupe fonctionnel, qui comprend une fonction cétone et une double liaison C=C. Très souvent la double liaison C=C est conjuguée avec la fonction cétone, et on parle alors de « cétone α,β-insaturée ».
L'énone la plus simple est la méthylvinylcétone ou CH2=CHCOCH3.
Un énal est un composé qui comprend une fonction aldéhyde et une double liaison C=C.